# Ruger SR1911
A Ruger SR1911 é uma pistola semiautomática de fogo central lançada em 2011 pela Sturm, Ruger & Co., inspirada na clássica pistola Colt M1911.

## Projeto
Assim como a M1911, a Ruger SR1911 é de ação simples apenas. Ela também possui recursos como trava de segurança no " beavertail" da empunhadura e outra de polegar operada manualmente. Além dessas duas seguranças, o Ruger SR1911 também possui uma desconexão do mecanismo de acionamento percussor, parada do slide e posição de engatilhamento a meio curso. Embora a série 80 da Colt tenha desenvolvido um pino de segurança acionado por gatilho, e a Kimber e Smith & Wesson usem um pino de segurança Swartz, que é operado pela segurança da empunhadura; a Ruger SR1911 possui um pino de disparo de titânio e uma mola de pino de disparo pesada, o que elimina a necessidade de um bloco de pino de disparo, oferecendo um recurso de segurança atualizado sem comprometer o peso do gatilho.
Para melhorar a qualidade, o cilindro e as buchas de aço inoxidável são todos produzidos a partir do mesmo estoque de barras e na mesma máquina. Recursos como uma porta de ejeção superdimensionada e uma versão estendida do carregador também aprimoram o desempenho da arma. O SR1911 também possui uma porta de inspeção visual que permite a confirmação visual de que a câmara está carregada.
Em termos de design, a Ruger SR1911 é quase idêntica ao M1911A1. Depois que a arma é disparada, a energia de recuo epurra o slide ligeiramente para trás. Neste ponto, um elo de queda sob o cano gira a parte traseira do cano para baixo, para fora dos recessos da alça de travamento no slide, e o cano é parado fazendo contato com as alças inferiores do cano contra a superfície de impacto vertical do quadro. Conforme o slide continua para trás, um extrator com garra puxa o estojo gasto da câmara e um ejetor atinge a parte traseira do estojo, jogando-o para fora e para longe da pistola. O slide para e é então impulsionado para frente por uma mola para retirar um cartucho novo do carregador e alimentá-lo na câmara. Na extremidade dianteira de seu curso, o slide trava no cano e está pronto para atirar novamente.

## Variantes

### Full-Size
A variante Full-Size (cano de 5 polegadas) e carregador com capacidade de 8+1, usa o mesmo sistema de controle de tiro da M1911 e atende cartuchos .45 ACP e 10mm Auto; o processo de usinagem é todo por CNC, garantindo perfeito ajuste das peças e deslizamento suave; o sistema de travamento do cano, garante precisão de tiro superior de fábrica; o design mantém a empunhadura tradicional, o gatilho de alumínio é leve e "esqueletizado", com reset curto; o cão também é "esqueletizado" e o pino de disparo é de titânio; possui porta de ejeção, travas de segurança de "beavertail" e de polegar superdimensionadas.

### Target
A variante Target possui as mesmas carcaterísticas da Full-Size com miras para tiro ao alvo ajustáveis na traseira e atende também cartuchos de 9mm Luger (9+1).

### Commander-Style
A variante Commander-Style possui as mesmas carcaterísticas da Full-Size, inclusive as miras, com cano mais curto (4,25 polegadas), com carregadores com capacidade de 7+1 e atende também cartuchos de 9mm Luger (9+1).

### Officer-Style
A variante Officer-Style possui as mesmas carcaterísticas básica da Full-Size, com cano ainda mais curto (3,6 polegadas), e atende apenas os cartuchos .45 ACP e 9mm Luger ambos com capacidade de 7+1.

### Competition
A variante Competition possui as mesmas carcaterísticas básica da Target, com massa de mira de fibra ótica, serrilhados do slide mais acentuados e atende apenas os cartuchos .45 ACP (8+1) e 9mm Luger (10+1).